# Paraphrotenia excellens
Paraphrotenia excellens är en tvåvingeart som beskrevs av Lars Zakarias Brundin 1966. Paraphrotenia excellens ingår i släktet Paraphrotenia och familjen fjädermyggor. Inga underarter finns listade i Catalogue of Life.